# يان جونستون (سياسي)
يان جونستون (بالإنجليزية: Ian Brian Johnston)‏ هو ضابط شرطة وسياسي بريطاني، ولد في 1952.